# Terra Cresta
Terra Cresta (テラクレスタ?, Tera Kuresuta) è un videogioco arcade sparatutto a scorrimento sviluppato e pubblicato nel 1985 da Nichibutsu, seguito di Moon Cresta.
È stato convertito per gli home computer Commodore 64, ZX Spectrum e Sharp X68000 (quest'ultimo in coppia con Moon Cresta nella raccolta Video Game: Anthology - Vol. 1), oltre che per la console Nintendo Entertainment System.
Emulazioni della versione arcade sono state distribuite dalla Hamster per PlayStation 4 (2015) e Nintendo Switch (2018), dopo essere stato incluso in una raccolta per PlayStation 2 commercializzata esclusivamente in Giappone.

## Modalità di gioco
Come in Moon Cresta non c'è una suddivisione in livelli; il gioco presenta una serie di scenari e nemici che si ripetono continuamente, con difficoltà sempre maggiore. A differenza del titolo precedente, qui sono presenti alcuni boss, per l'esattezza tre (Chubo, Daikon, Mangora); inoltre i nemici comuni non sono solo astronavi aliene ma anche dinosauri, presumibilmente aizzati dagli invasori dopo essere stati da loro riportati in vita.